# 开光郡
开光郡，中国南北朝时设置的郡。
北周保定二年（562年）置开光郡，治所在开光县（今陕西榆林市东北安崖乡附近、一说今陕西佳县西北）。辖境相当今陕西省榆林市东北部和佳县西北部等地。隶属于银州，下辖开光县、银城县二县。隋文帝开皇三年（583年）废开光郡，开光县、银城县直属银州。一说北周大象二年（580年）废王屋郡，开光县、银城县改属抚宁郡。